# 1228년

## 연호
- 남송(南宋) 소정(紹定) 원년
- 금(金) 정대(正大) 5년
- 일본(日本) 가로쿠(嘉禄) 3년 11월 23일 ~ 12월 9일 / 안테이(安貞) 원년 12월 10일 ~ 2년 12월 4일
- 쩐 왕조(陳朝) 끼엔쭝(建中) 4년

## 기년
- 남송(南宋) 이종(理宗) 4년
- 금(金) 애종(哀宗) 5년
- 고려(高麗) 고종(高宗) 15년
- 몽골 툴루이 감국 원년
- 쩐 왕조(陳朝) 태종(太宗) 4년

## 사건
- 십자군 5차 원정,콘스탄티노플 공격